# Agonomalus mozinoi
Agonomalus mozinoi är en fiskart som beskrevs av Wilimovsky och Wilson, 1979. Agonomalus mozinoi ingår i släktet Agonomalus och familjen pansarsimpor. Inga underarter finns listade i Catalogue of Life.